# Kanada na Letních olympijských hrách 2016
Kanada se účastnila Letní olympiády 2016.

## Medailisté
| Medaile | Jméno | Sport               | Soutěž                                 |
| ------- | --- | ------------------- | -------------------------------------- |
| Zlato   | Penny Oleksiaková | Plavání             | Ženy 100 m volný způsob                |
| Zlato   | Rosannagh MacLennanová | Skoky na trampolíně | Ženy trampolina                        |
| Zlato   | Derek Drouin | Atletika            | Muži skok vysoký                       |
| Zlato   | Erica Wiebeová | Zápas               | Ženy volný styl 75 kg                  |
| Stříbro | Penny Oleksiaková | Plavání             | Ženy 100 m motýlek                     |
| Stříbro | Lindsay Jennerichová Patricia Obeeová | Veslování           | Ženy dvojskif lehkých vah              |
| Stříbro | Andre De Grasse | Atletika            | Muži 200 m                             |
| Bronz   | Sandrine Mainville Penny Oleksiaková Chantal van Landeghem Taylor Ruck Michelle Williamsová (rozplavba) | Plavání             | Ženy štafeta 4 × 100 m volný způsob    |
| Bronz   | Brittany Benn Hannah Darling Bianca Farella Jen Kish Ghislaine Landry Megan Lukan Kayla Moleschi Karen Paquin Kelly Russell Ashley Steacy Natasha Watcham-Roy Charity Williamsová | Ragby               | Družstvo žen                           |
| Bronz   | Kylie Masseová | Plavání             | Ženy 100 m znak                        |
| Bronz   | Meaghan Benfeito Roseline Filion | Skoky do vody       | Ženy synchronizované skoky z věže 10 m |
| Bronz   | Katerine Savardová Penny Oleksiaková Brittany MacLeanová Taylor Rucková Kennedy Gossová (rozplavba) Emily Overholtová (rozplavba) | Plavání             | Ženy štafeta 4 × 200 m volný způsob    |
| Bronz   | Hilary Caldwellová | Plavání             | Ženy 200 m znak                        |
| Bronz   | Allison Beveridge Laura Brown Jasmin Glaesser Kirsti Lay Georgia Simmerling | Cyklistika          | Ženy stíhací závod družstev            |
| Bronz   | Brianne Theisenová-Eatonová | Atletika            | Ženy sedmiboj                          |
| Bronz   | Andre De Grasse | Atletika            | Muži 100 m                             |
| Bronz   | Meaghan Benfeito | Skoky do vody       | Ženy 10 m věž                          |
| Bronz   | Damian Warner | Atletika            | Muži desetiboj                         |
| Bronz   | Stephanie Labbé Allysha Chapman Kadeisha Buchanan Shelina Zadorsky Rebecca Quinn Deanne Rose Rhian Wilkinson Diana Matheson Josée Bélanger Ashley Lawrence Desiree Scott Christine Sinclair Sophie Schmidt Melissa Tancredi Nichelle Prince Janine Beckie Jessie Fleming Sabrina D'Angelo | Fotbal              | turnaj žen                             |
| Bronz   | Eric Lamaze | Jezdectví           | Parkurové skákání (jednotlivci)        |
| Bronz   | Aaron Brown Andre De Grasse Akeem Haynes Brendon Rodney Mobolade Ajomale (rozběh) | Atletika            | Muži štafeta 4 × 100 m                 |
| Bronz   | Catharine Pendrel | Cyklistika          | Ženy cross-country                     |